# José Figueras Almeda
José Figueras Almeda, né le 30 novembre 1920 à Gérone (Catalogne, Espagne) et mort fusillé le 1er août 1944 par les Allemands au camp de Souge en Gironde, est un Républicain espagnol ayant fui la Dictature franquiste en Catalogne, au moment de la Retirada, interné au camp du Vernet (Ariège).

## Biographie
José Figueras Almeda est né le 30 novembre 1920 à Gérone (Catalogne, Espagne). Républicain espagnol, il fuit la Dictature franquiste en Catalogne, au moment de la Retirada, pour la France. Il est interné au camp du Vernet (Ariège).
Le 2 juillet 1944, José Figueras Almeda est enfermé avec sept cent deux résistants, dont soixante deux femmes, dans les wagons bétaillers du convoi dit « train fantôme ». Le lendemain, le train, à destination de Dachau, se dirige vers Bordeaux, la ligne vers Lyon ayant été détruite. Pris pour un convoi militaire, il est bombardé par l'aviation britannique en gare de Parcoul-Médillac, près d'Angoulême. La locomotive détruite, il y reste stationné cinq jours. Le train revient à Bordeaux le 9 juillet. Les prisonniers restent plus de soixante heures en gare Saint-Jean, enfermés près du dépôt des locomotives dans les wagons bétaillers mais ravitaillés par le Secours national.
Dans la nuit du 12 au 13 juillet 1944, ils sont, au bout d'une grande demi-heure de marche en rangs, entassés dans la synagogue de la ville transformée par les autorités allemandes en annexe insalubre de la prison du Hâ. La Fête nationale y est hardiment célébrée par une harangue du militant SFIO Noël Peyrevidal juché sur la tébah puis une Marseillaise suivie d'un chahut. Le 29 juillet, dix prisonniers, José Figueras Almeda, Emilio Perin, Noël Peyrevidal,  Robert Borios, Litman Nadler, André Guillaumot, Pierre Fournera, Marcel Jean-Louis, Joseph Uchsera et Albert Lautman, en sont extraits et conduits au fort du Hâ. Ils y rejoignent un groupe de trente six autres détenus, des maquisards qui ont été sélectionnés sur dossier par le Kommando IV de la Sicherheitspolizei de Bordeaux, KDS, que dirige le lieutenant S.S. Friedrich-Wilhem Dohse. Ils reçoivent chacun un carton « Zum Tode verurteilt ».
Le 31 juillet après midi, les condamnés sont emmenés au camp de Souge, qui se trouve à vingt cinq kilomètres à l'ouest du centre de Bordeaux, sur le territoire de la commune de Martignas-sur-Jalle, pour y être fusillés le soir même avec deux autres prisonniers. L'officier de garde français refuse de former le peloton d'exécution au prétexte que l'autorité dont émane l'ordre n'est pas mentionnée sur celui-ci. Le lendemain 1er août, le chef du convoi, l'Oberleutnant de la Wehrmacht Baumgartner, ne réussit pas à rassembler les gendarmes mobiles et ce sont des sous-officiers de la Feldgendarmerie qu'il commande pour procéder à ce qui est, aux termes du chapitre II de la Convention de La Haye relatif aux prisonniers de guerre, un crime de guerre. Les condamnés, conduits à un des deux sites d'exécution, sont attachés chacun à son tour à un des dix poteaux. Les corps sont jetés dans des fosses déjà prêtes. Vingt sept jours plus tard, Bordeaux est libérée.

## Honneurs
- Son nom figure sur le mémorial des fusillés de Souge, à Martignas-sur-Jalle (Gironde)[1].